# Maqâm
 (octobre 2023).
Si vous disposez d'ouvrages ou d'articles de référence ou si vous connaissez des sites web de qualité traitant du thème abordé ici, merci de compléter l'article en donnant les références utiles à sa vérifiabilité et en les liant à la section « Notes et références ».
Dans la musique arabe traditionnelle, le  maqâm (arabe : مقام) — en turc makam, en azéri mugham, qui signifie lieu sur lequel quelque chose est construit— est un système musical général, à la fois modal et mélodique, mais principalement mélodique. C'est « une technique d'improvisation » qui définit le développement possible d'un morceau de musique en termes de hauteurs et de motifs, et est « unique à la musique savante arabe ». Le « maqâm » est caractéristique de l'art musical des pays d'Afrique du Nord, du Proche-Orient et d'Asie centrale. On distingue cinq principales cultures musicales, toutes appartenant à la famille du maqam : persane, kurde, arabe, andalouse et turque..
Les maqâms (ou dans la forme plurielle arabe, « maqâmât ») peuvent être réalisés avec de la musique vocale ou instrumentale. L'aspect compositionnel, ou plutôt précompositionnel, du maqam est l'organisation tonal-spatiale, y compris le nombre de niveaux de tons, et l'aspect improvisation est la construction du système rythmique-temporel.
Les gammes utilisées sont construites à partir de secondes augmentées, majeures, neutres et mineures. Chaque maqâm est construit sur une gamme définie et est associé à une tradition qui définit ses phrases habituelles, ses notes importantes (dominantes et finales), son développement mélodique et sa modulation. Chaque maqam décrit le « facteur tonal-spatial », ou ensemble de notes musicales, et leurs relations, y compris les schémas traditionnels et le développement de la mélodie
Au contraire, la « composante rythmique-temporelle » n'est « soumise à aucune organisation définie ». Un maqam ne possède pas de « système de mesures établi et récurrent, ni de mesure immuable. Un certain rythme identifie parfois le style d'un interprète, mais cela dépend de sa technique d'interprétation et n'est jamais caractéristique du maqam en tant que tel. »

## Histoire
La désignation « maqâm » apparaît pour la première fois dans les traités écrits au XIVe siècle par al-Sheikh al-Safâdi et Abdulqâdir al-Maraghi, et est depuis utilisée comme terme technique dans la musique arabe.
Le mot maqâm signifiait le lieu où se jouait la musique ; par la suite, il désigna la modalité au Machrek. Maqâm signifie littéralement « station », d'une échelle mélodique en l'occurrence. Il a aussi le sens de « rang élevé » et désigne un modèle transcendant. 
Avant l'adoption du terme maqâm, on utilisait dans les régions arabophones diverses appellations : saout (صوت) qui veut dire voix ou son, naghma (نغمة) qui veut dire mélodie ou tab'e (طبع) qui veut dire "nature" dans le sens de caractère. 
Comme pour les râgas dans la musique indienne, les maqâmât sont associés aux 4 éléments, au jour et à la nuit et avaient chacun un caractère.
Chaque maqâm possède une couleur, un sentiment particulier, une nature. Les compositions basées sur ces maqâms constituent la base de la musique savante, urbaine. On retrouve les principaux modes du maqâm dans la musique populaire, mais de façon généralement moins élaborée. Ce système modal complexe se décline ainsi du Maghreb à la Chine, et constitue un corpus théorique d'une grande richesse, celui de la musique savante ou « classique ».
Issues d'un tronc musical commun remontant au XIVe siècle, plusieurs branches représentent aujourd'hui les principales déclinaisons de ce système modal qu'est le maqâm : le maqâm arabe, le makam ottoman (Turquie), le maqâm cachemiri, le maqôm ouzbek, le mouqâm ouïghour, le dastgâh persan (Iran), et le mougham azéri. 
Toutefois, le maqâm arabo-turc est devenu extrêmement modulant, changeant de tonalité toutes les cinq ou dix mesures parfois, alors que le dastgâh iranien est resté parfaitement tonal comme le râga indien.

## Tempérament

### Gamme harmonique
Les notes d'un maqâm ne sont pas définies en tempérament égal, ce qui signifie que les rapports de fréquence des notes successives ne sont pas nécessairement identiques, mais correspondent normalement à des rapports de fréquences s'exprimant par des fractions simples (comme pour la gamme naturelle).
La plupart des gammes « maqam » comprennent une quinte juste ou une quarte juste (ou les deux), et toutes les octaves sont justes. Les notes restantes d'une gamme de maqam peuvent ou non se situer sur des demi-tons.
De nombreux maqâms possèdent des intervalles avoisinant le 3/4 de ton, à la différence des échelles occidentales « tempérées » (où la gamme est divisée sur la base de 12 intervalles sensiblement égaux par octave). Concrètement, cela reviendrait à définir un intervalle supplémentaire entre le si et le do par exemple, en plaçant une nouvelle note : le si ouj. Nous pourrions alors jouer cet intervalle (et cette note) et obtenir une « couleur » particulière correspondant à l'une de grandes « familles » de maqâm.
Cet intervalle reste fondé sur une fraction simple, mais alors que les gammes occidentales traditionnelles sont fondées sur des rapports de fréquences naturelles de trois (rapport de quinte) ou cinq (rapport de tierce), le rapport de fréquence de la seconde neutre s'apparente à un rapport de fréquence de onze : c'est celui qui apparaît dans la série des harmoniques (8/8) (Do), 9/8 (Ré), 10/8 (Mi), 11/8 (Fa+) et 12/8 (Sol) du cor de chasse, faisant paraître le (Fa) comme légèrement trop haut : Le rapport de fréquence de 11/8 correspond à un écart de 551.3 cent, dont la différence par rapport au quart de ton tempéré théorique (de 550 cent) est en pratique indétectable à l'oreille, surtout dans une ligne mélodique. L'intervalle de seconde neutre (ni majeure ni mineure) est donc en pratique celui (naturel) de la séquence Mi-Fa+-Sol du cor de chasse :
C'est pourquoi les gammes de maqam sont principalement enseignées oralement et par une écoute approfondie du répertoire de musique arabe traditionnelle.

### Ajustements micro-tonaux
Les gammes « Maqam » de la musique arabe traditionnelle sont donc fondamentalement microtonales et non basées sur un système dodécaphonique à tempérament égal, comme c'est le cas dans la musique classique occidentale moderne.
Bien qu'utilisant les mêmes maqâms (mêmes noms et mêmes intervalles selon le mode), les musiciens des différentes contrées n'utilisaient pas les mêmes tempéraments et fréquences pour une même note. Ceci a été mis en évidence lors du 1er Congrès de la musique arabe en 1932.

- 2/10 de ton ;
- 3/10 de ton ;
- 4/10 de ton.

Par rapport à la gamme naturelle, ces ajustements variables sont évocateur de la septième harmonique, qui par rapport à un Do fondamental représente un Si bémol très abaissé, Sib--, dans la séquence « Do Mi Sol Sib-- Do ». L'harmonique sept est à 969 cent du Do, donc pratiquement trente cents au-dessous du Sib tempéré et soixante-dix cents au-dessus du La pythagoricien. C'est de l'ordre du quart de ton, et n'est pas géré facilement par les notations modernes, mais il est donc probable que ces différents accords s'alignent en réalité sur les rapports harmoniques sept (quart de ton?) et onze (demi-ton).
Mais comme il est difficile de noter avec précision chaque intervalle microtonal possible, un système de notation musicale simplifié a été adopté en musique arabe au tournant du XXe siècle. Au XXIe siècle, pour des raisons pratiques, les altérations sont « arrondies » au quart de ton le plus proche et on ne représente que deux ou trois altérations pour représenter les différents intervalles inférieur au demi-ton.

### Approximation de la gamme tempérée
À partir d'une gamme chromatique, l'octave est divisée en 24 degrés égaux (24 tempéraments égaux), où deux quarts de ton équivalent à un demi-demi-ton dans une gamme tempérée égale de 12 tons. Dans ce système de notation, toutes les notes d'un maqâm sont arrondies au quart de ton le plus proche.
Ce système de notation n'est pas exact car il élimine de nombreux détails. Le système des 24 tons est une convention de notation . Mais cette convention est très pratique, car elle permet de noter les maqâmât selon la notation occidentale standard. Les quarts de ton peuvent être notés en demi-bémols (demi-bémol ou trait plat) ou en demi-dièses (demi-dièse). Transcrites selon ce système, certaines gammes de maqamat incluent des quarts de ton, tandis que d'autres n'en contiennent pas.
Les écarts entre quarts de ton sont sensibles, mais à la limite de la sensibilité, rendant inutile en pratique une division plus fine de la notation :
Cependant, ces intervalles, bien qu'écrits à l'identique, sont joués différemment selon le maqâm dans lequel se trouvent les musiciens.
Les musiciens arabes, tout en utilisant la nomenclature du système des 24 tons (demi-bémols et demi-dièses), exécutent souvent encore les détails microtonaux plus fins, transmis oralement jusqu'à nos jours. La notation tempérée n'affecte pas l'intonation précise des notes jouées, de même qu'un violoniste apprend à jouer des notes légèrement différentes suivant qu'il lit un Ré# ou un Mib..
Les maqâmât ne comportant pas de quarts de ton (par exemple, le Nahawand ou l'Ajam) peuvent théoriquement être joués sur des instruments à tempérament égal comme le piano. Cependant, ces instruments ne peuvent reproduire fidèlement les détails microtonaux de la gamme du maqâm. Les maqâmât peuvent être joués fidèlement soit sur des instruments sans frettes (par exemple, le oud ou le violon), ou sur des instruments offrant un degré suffisant d'accordabilité et de contrôle microtonal (par exemple, le nay, le qanun ou la clarinette). Sur les instruments frettés à cordes d'acier, le contrôle microtonal peut être obtenu par flexion des cordes, comme pour le blues.
L'intonation exacte de chaque maqâm varie selon la période historique et la région géographique (comme c'est le cas des accents linguistiques, par exemple). Pour cette raison, et parce qu'il est rare de noter précisément et précisément les variations microtonales d'une gamme tempérée dodécaphonique, les maqâm s'apprennent principalement par la pratique.
En théorie, une gamme tempérée permettrait de transposer dans n'importe quelle tonalité. En pratique, les maqâmât ne sont pas joués dans toutes les tonalités chromatiques et leur transposition est plus difficile que celle des gammes de la musique occidentale, principalement en raison des limitations techniques des instruments arabes. De ce fait, les demi-dièses sont rares dans les gammes de maqâm, et les demi-bémols les plus utilisés sont le mi demi-bémol, le si demi-bémol et, plus rarement, le la demi-bémol.

### Armure
Il n'y a pas de consensus sur la façon de placer les altérations constitutives du maqâm sur l'armure et ceci pour deux raisons principales :
- Les maqâms sont formés de genres et les altérations ne sont pas les mêmes d'un genre à l'autre.
- Les musiques utilisant les maqâms sont essentiellement orales et l'utilisation de la notation du solfège n'a commencé qu'à la fin du XIXe siècle et sans coordination entre les différentes régions.

Enfin, les partitions deviendraient rapidement surchargées s'il fallait rendre compte de toute la palette des intervalles de certaines pièces.
Ci-dessous les différentes façons de faire — dans ce qui suit, les demi-bémols (resp. demi-dièses) observent le même ordre que les bémols (resp. dièses), on ne parlera donc que de bémols ou de dièses.
- Aucune règle : les altérations sont posées dans le désordre en mélangeant dièses et bémols.
- Les altérations constitutives des deux premiers genres sont placés sur l'armure. L'ordre adopté est le même que dans le solfège classique[6]. Il y a deux conventions :
  - Les bémols sont mélangés aux dièses (ce qui ne se fait pas dans le solfège), les bémols précédant toujours les dièses.
  - Selon le cas, soit les bémols sont placés sur l'armure et les dièses apparaissent comme des altérations accidentelles soit c'est le contraire.

Exemple :
Le Maqâm Hijaz dans les différentes notations :
| Notation libre (aucune altération sur l'armure) | Notation bémols et dièses mélangés | Notation bémols seuls |

### Division du tétracorde
En retenant l’approximation d’une division de l’octave en quarts de tons, les différents maqâms peuvent être caractérisés par la manière dont ils sont bâtis autour d’une division de la quarte, intervalle entre (par exemple) Do et Fa, qui comprend deux tons et demi, le tétracorde. Pour la musique occidentale classique, cet intervalle de quarte à partir de la base peut être parcouru :
| Sur un mode majeur, avec un ton au-dessus de la tonique et un demi-ton sous la quarte : | La lecture audio n'est pas prise en charge dans votre navigateur. Vous pouvez télécharger le fichier audio. | ‘Ajam (عجم)       |
| …Ou en mode mineur, avec un ton au-dessus de la tonique et un sous la quarte : | La lecture audio n'est pas prise en charge dans votre navigateur. Vous pouvez télécharger le fichier audio. | Nahawand (نهاوند) |
| .. Ou moins classiquement en mode phrygien, avec un ton sous la quarte et un demi-ton au-dessus de la tonique :                                                                                | La lecture audio n'est pas prise en charge dans votre navigateur. Vous pouvez télécharger le fichier audio. | Kurd (كرد)        |
| …Ou encore en mode « arabisant » du tétracorde harmonique, avec deux demi-ton au-dessus de la tonique et en dessous de la quarte :                                                             | La lecture audio n'est pas prise en charge dans votre navigateur. Vous pouvez télécharger le fichier audio. | Hijaz (حجاز)      |
| La faculté des maqâms d’utiliser des intervalles de seconde neutres, ni majeures ni mineures mais intermédiaires, ouvre la voie à des tétracordes qu’il est impossible de jouer sur un piano : | |                   |
| Partant d'un ton au-dessus de la tonique, l'intermédiaire entre majeur et mineur : | La lecture audio n'est pas prise en charge dans votre navigateur. Vous pouvez télécharger le fichier audio. | Rast (راست)       |
| Avec un ton sous la quarte, l'intermédiaire entre majeur et arabisant : | La lecture audio n'est pas prise en charge dans votre navigateur. Vous pouvez télécharger le fichier audio. | Bayati (بياتي)    |

Dans tous les cas, par rapport au tétracorde de deux tons et demi, l'analyse des intervalles va être faite par rapport à ce qui reste de la tierce mineure, à analyser lorsqu'on a assigné le ton :
- Si le ton est au-dessus de la tonique, le ton et demi restant peut être réparti entre majeur (ton premier), mineur (demi-ton premier) et neutre (équidistant) ;
- De même, si le ton est au-dessous de la quarte, le ton et demi restant peut être réparti de même.

... ce qui fait six découpages possibles de la quarte. En complément, si la tierce mineure est analysée comme impliquant l'harmonique septième (donnant ce qui peut être perçu comme des huitièmes de ton), les variétés sont encore plus multiples (et conduisent à des micro-ajustements différents).

## Structure tonale

### Genres du maqâm arabe
Les éléments de base du Maqāmāt arabe sont les Ajnas, c'est-à-dire un groupe de tricordes, de tétracordes et de pentacordes à partir desquels les maqamat individuels sont composés. Les Ajnas diffèrent principalement par les intervalles entre les tons individuels.
Les maqamat sont constitués de petits ensembles de notes consécutives, à la mélodie très reconnaissable et exprimant une ambiance particulière. Le maqâm est composé de plusieurs sous-ensembles de 3, 4 ou 5 notes (trichorde (en), tétracorde ou pentacorde (en)) appelés « genres » (ajnas) ou « nœuds » (oqoud : ce dernier terme étant réservé aux pentacordes).
Ces genres sont des types variables de groupes de notes portant des noms bien référencés, formant les familles de maqâms. Dans la plupart des cas, un jins est composé de quatre notes consécutives (tétracorde), bien qu'il existe également des ajnas de trois notes consécutives (tricorde) ou de cinq notes consécutives (pentacorde). Il existe également d'autres ajnas exceptionnels de taille indéfinie.
- Tricordes : Ajam, Jiharkah, Sikah, Moustaar
- Tétracordes : Bayati, Bousalik, Hijaz, Kurd, Nahaouand, Rast, Saba, Zamzama
- Pentacordes : Athar Kurd, Naoua Athar, Nikriz

Les références en théorie musicale arabe divergent souvent sur la classification des ajnas. Il n'existe pas de consensus sur une liste définitive de tous les ajnas, leurs noms ou leurs tailles. Cependant, la majorité des références s'accordent sur les neuf ajnas de base, qui constituent également les neuf principales familles de maqâm. Voici la liste des neuf ajnas de base, notées selon la notation standard occidentale (toutes les notes sont arrondies au quart de ton le plus proche), la tonique et la dominante étant notées par des rondes :
| Ajam (terme qui désigne « ce qui n'est pas arabe ») : tricorde commençant avec si{\displaystyle \flat }, jin secondaire à l'aigu La lecture audio n'est pas prise en charge dans votre navigateur. Vous pouvez télécharger le fichier audio. | Bayati : tétracorde commençant avec ré La lecture audio n'est pas prise en charge dans votre navigateur. Vous pouvez télécharger le fichier audio.                                                                                         | Hijaz : tétracorde commençant avec ré (semblable au tétracorde harmonique) La lecture audio n'est pas prise en charge dans votre navigateur. Vous pouvez télécharger le fichier audio. |
| Kurd : tétracorde commençant avec Ré (semblable au tétracorde phrygien) La lecture audio n'est pas prise en charge dans votre navigateur. Vous pouvez télécharger le fichier audio.                                                          | Nahaouand (du nom d'une ville perse) : tétracorde commençant avec do et qui correspond au 1er tétracorde du do mineur (dorien) La lecture audio n'est pas prise en charge dans votre navigateur. Vous pouvez télécharger le fichier audio. | Nikriz : pentacorde commençant avec do La lecture audio n'est pas prise en charge dans votre navigateur. Vous pouvez télécharger le fichier audio.                                     |
| Rast (en perse : principal) : tétracorde commençant avec do La lecture audio n'est pas prise en charge dans votre navigateur. Vous pouvez télécharger le fichier audio.                                                                      | Saba : pentacorde commençant avec ré La lecture audio n'est pas prise en charge dans votre navigateur. Vous pouvez télécharger le fichier audio.                                                                                           | Sikah (du perse Se-gah qui veut dire 3e son) : tricorde commençant avec mi La lecture audio n'est pas prise en charge dans votre navigateur. Vous pouvez télécharger le fichier audio. |

### Superpositions des tétracordes
Les « maqâmât » arabes sont tous basés sur une gamme musicale de 7 notes, se répétant à l'octave.
Dans un Maqām, deux Ajnas sont combinés. Une gamme de maqam comporte un jins inférieur (ou premier) et un jins supérieur (ou deuxième). Les jins supérieurs peuvent débuter sur la note finale des jins inférieurs, ou sur la note suivante. Dans certains cas, les ajnas supérieurs et inférieurs peuvent se chevaucher.
Certains « maqamat » possèdent deux gammes alternatives ou plus (par exemple, Rast, Nahawand et Hijaz).
Le nombre total de Maqamat se compte par centaines, mais ils ne sont pas ou n'étaient pas tous également courants partout. De plus, les Maqamat arabes et les turcs diffèrent plus ou moins dans leur structure, bien que les noms soient essentiellement les mêmes, d'origine persane-arabe. Il existe des maqamat simples et composés. Les compositeurs ont inventé de nouveaux maqamat.
Dans la plupart des cas, les maqams sont classés en familles ou branches selon leurs jins inférieurs. C'est le 1er genre d'un maqâm, le plus grave, qui détermine sa famille. Ainsi les maqâms commençant par le genre Bayati appartiennent à la famille Bayati, même s'ils modulent ensuite dans d'autres genres, en changeant de tétracordes.
Nous pouvons alors désigner chaque système d'intervalles et de parcours par un nom qui lui est propre et s'y réfère : Hijaz, Husseinî, Bayati...

### Familles
- `Ajam - `Ajam (عجم), Jiharkah (جهاركاه), Chaouq Afza ( شوق افزا or شوق أفزا)
- Sikah - Bastah Nikar (بسته نكار), Hozam (هزام), `Irak (عراق), Moustaar (مستعار), Rahat al-Arouah (راحة الارواح), Sikah (سيكاه), Sikah Baladi (سيكاه بلدي)
- Bayati - Bayatayn (بیاتین), Bayati (بياتي), Bayati Chouri (بياتي شوري), Husseyni (حسيني), Nahfat (نهفت)
- Nahaouand - Farahfaza (فرحفزا), Nahaouand (نهاوند), Nahaouand Mourassah (نهاوند مرصّع or نهاوند مرصع), Ochaq Masri (عشاق مصري)
- Rast - Mahour (ماهور), Novrouz (نوروز), Rast (راست), Souznak (سوزناك), Yakah (يكاه)
- Hijaz - Hijaz (حجاز), Hijaz Kar (حجاز كار), Shad Araban (شد عربان), Chahnaz (شهناز ou شاهناز), Souzidil (سوزدل), Zanjaran (زنجران)
- Saba - Saba (صبا), Saba Zamzam (صبا زمزم)
- Kurd - Kurd (كرد), Hijaz Kar Kurd (حجاز كار كرد)
- Naoua Athar - Athar Kurd (أثر كرد), Naoua Athar (نوى أثر or نوى اثر), Nikriz (نكريز)

### Contenu émotionnel
On dit parfois que chaque maqam évoque une émotion spécifique ou un ensemble d'émotions déterminé par la rangée de tons et le noyau. Différents maqams partagent la même rangée de tons, mais diffèrent par leur noyau et donc par l'émotion qu'ils transmettent. On dit que le Maqam Rast évoque la fierté, la puissance et la santé mentale. Maqam Bayati : vitalité, joie et féminité. Sikah : amour. Saba : tristesse et douleur. Hijaz : désert lointain.
Lors d'une expérience où le maqam Saba a été joué à un nombre égal d'Arabes et de non-Arabes, à qui il a été demandé d'enregistrer leurs émotions dans des cercles concentriques, les émotions les plus faibles dans les cercles extérieurs. Les sujets arabes ont déclaré avoir ressenti Saba comme « triste », « tragique » et « pleurant », tandis que seulement 48 % des non-Arabes l'ont décrit ainsi. 28 % des non-Arabes décrivent des sentiments tels que « sérieux », « désir » et « tension », 6 % ressentent des sentiments tels que « joyeux », « actif » et « très vivant », et 10 % n'en ressentent aucun.
Ces émotions seraient évoquées en partie par la variation de la taille d'un intervalle lors de la présentation d'un maqam. Le maqam Saba, par exemple, contient dans ses quatre premières notes (ré, mi, fa et sol), deux secondes moyennes : l'une plus grande (160 centièmes) et l'autre plus petite (140 centièmes) qu'un trois quarts de ton, et une seconde mineure (95 centièmes). De plus, les notes mi et sol peuvent varier légèrement, ce qui pourrait provoquer une humeur « triste » ou « sensible ».
En général, chaque « maqam » est censé évoquer une émotion différente chez l'auditeur. Plus simplement, chaque « jins » est censé transmettre une humeur ou une couleur différente. C'est pourquoi les « maqams » d'une même famille sont censés partager une humeur commune, car ils commencent par le même « jins ». Il n'existe pas de consensus sur l'humeur exacte de chaque « maqam » ou « jins ». Certaines références décrivent les humeurs des « maqams » en utilisant une terminologie très vague et subjective (par exemple, les « maqams » évoquent « l'amour », « la féminité », « la fierté » ou « le désert lointain »). Cependant, aucune recherche sérieuse, utilisant une méthodologie scientifique, sur un échantillon diversifié d'auditeurs (arabes ou non arabes) n'a démontré que ces derniers ressentent la même chose. émotion ressentie à l'écoute du même « maqam ».
Reprendre le même exercice dans la musique classique tonale plus récente reviendrait à relier une humeur aux modes majeur et mineur. Dans ce cas, il existe un consensus sur le fait que la gamme mineure est « plus triste » et la gamme majeure plus « joyeuse ».

## Structure mélodique

### Station sur un genre (ajnas)
Un maqam est principalement caractérisé par son échelle heptatonique ou sa tonalité sous-jacente, mais selon le maqam, il existe un certain nombre d'autres caractéristiques, notamment la dominante, la tonique, le mouvement de la mélodie, les césures, les ouvertures typiques et la formation finale.
La note initiale des jins supérieurs est appelée dominante, et constitue la deuxième note la plus importante de la gamme après la tonique. Les gammes de maqam comprennent souvent des ajnas secondaires, qui débutent sur des notes autres que la tonique ou la dominante. Ces ajnas secondaires sont mis en évidence lors de la modulation.

### Teneur et arrêt (tonique)
À la différence du système des « gammes » (majeures, mineures...) telles qu'on les conçoit et les utilise en Occident, le maqâm est plus qu'un système d'intervalles ; il organise les intervalles entre chaque note ainsi que les cheminements à l'intérieur de cette « échelle » modale, et ce sur plusieurs octaves, généralement deux. Sur ce point, le maqâm se rapproche beaucoup du système des râgas dans la musique classique indienne.
Il s'agit d'une organisation des échelles mélodiques. Il en existe théoriquement une quasi-infinité, toutefois usuellement seuls vingt ou trente de ces modes sont joués ; ils sont appelés maqamat (pluriel de maqâm). Le terme et le concept sont communs aux musiques persane, arabe et turque. 
Dans la musique persane, le maqâm ou dastgâh est caractérisé par trois notes : la note témoin (châhed) base de la progression mélodique, la note variable (moteqayyer) dont la hauteur varie au cours du mouvement et la note d'arrêt sur laquelle se fonde toute interruption de la musique. La note d'arrêt final est suivie d'un motif (foroud) servant à revenir à l'intonation initiale.
S'il est virtuellement possible d'imaginer une infinité de déclinaisons sur ce principe, notamment en combinant les maqâmât entre eux pour créer des « sous-maqâmât », quelques dizaines seulement sont couramment utilisées et ont acquis une véritable légitimité. Il s'agit là du deuxième sens du maqâm, qui correspond à la définition d'intervalles et de parcours mélodiques singuliers, obéissant à des règles mathématiques et esthétiques.
L'origine diverses des maqâms et l'utilisation de systèmes non tempérés (en musique arabe on a adopté en 1932 au 1er Congrès de la musique arabe le système ¼ de ton) fait que certains maqâms ont des noms différents parce que leurs toniques sont différentes, alors qu'ils ont la même structure.

### Phases et tons centraux
Chaque passage est composé d'une ou plusieurs phrases, qui sont des sections « jouées sur un ton ou dans une zone tonale », la tonique, et dont l'articulation peut prendre de sept à quarante secondes. Par exemple, un niveau tonal centré sur sol : 
Les niveaux tonaux, ou hauteurs axial, commencent dans le registre grave et montent progressivement jusqu'au plus haut au climax avant de redescendre, ce qui donnerait par exemple (en notation d'influence européenne) : 
« Lorsque toutes les possibilités de structuration musicale d'un tel niveau sonore ont été pleinement explorées, la phase est achevée. » 
Dans les pièces musicales et les improvisations, des séquences de modulation (changements dans les maqamat associés) caractéristiques du maqam respectif peuvent se produire. Cela peut donner lieu à des tons dominants différents dans une mélodie. A la fin d'un morceau ou d'une improvisation (Taksim) la modulation revient au Maqam original. Les morceaux de musique ne commencent pas toujours par la note fondamentale de leur maqam, mais ils se terminent toujours dessus.

### Modulation
La modulation est une technique utilisée lors du développement mélodique d'un maqam. En termes simples, cela signifie passer d'un maqam à un autre (compatible ou proche). Cela implique l'utilisation d'une nouvelle gamme musicale. Une longue pièce musicale peut moduler sur plusieurs maqamat, mais se termine généralement par le maqam initial (dans de rares cas, le but de la modulation est de se terminer par un nouveau maqam). Une forme plus subtile de modulation au sein d'un même maqam consiste à déplacer l'accent d'un jins vers un autre afin de suggérer un nouveau maqam.
La modulation ajoute beaucoup d'intérêt à la musique et est présente dans presque toutes les mélodies basées sur le maqam. Les modulations agréables à l'oreille sont créées en adhérant à des combinaisons compatibles d'ajnas et de maqamat, établies depuis longtemps dans la musique arabe traditionnelle. Bien que ces combinaisons soient souvent documentées dans les références musicales, la plupart des musiciens expérimentés les apprennent par une écoute approfondie.

## Formes musicales utilisant les maqâms
Voici les formes de compositions ornant un maqâm arabe :
- Bachraf
- Daour
- Doulab
- Longa
- Maqtou'a Mousiqiyya
- Maououal
- Mouachah
- Qadd
- Qasida
- Samai
- Tahmila
- Taqsim
- Ouasla

### Rythmes
| Ayyoub 2/4            | Malfouf 2/4           | Ouahda Moukallafa 2/4 |
| Maqsoum 4/4           | Masmoudi Saghir 4/4   | Ouahda 4/4            |
| Sinkin Samai 6/4      |                       |                       |
| Naouakht 7/4          |                       |                       |
| Masmoudi Kabir 8/4    |                       |                       |
| Nim Raouan 9/4        |                       |                       |
| Moudaououar 12/4      |                       |                       |
| Mourabbaa 13/4        |                       |                       |
| Mouhajjar 14/4        |                       |                       |
| Fikra 15/4            |                       |                       |
| Aoufar 19/4           |                       |                       |
| Fakhit 20/4           |                       |                       |
| Tourrah 21/4          |                       |                       |
| Hazaj 22/4            |                       |                       |
| Frankajin 24/4        | Chanbar Halabi 24/4   |                       |
| Daour Al Kabir 28/4   |                       |                       |
| Moukhammas Turki 32/4 | Sittatou Achaar 32/4  | Ouarchan Arabi 32/4   |
| Chanbar Kabir 48/4    | Chanbar Masri 48/4    |                       |
|                       |                       |                       |
| Samai Ta'er 3/8       |                       |                       |
| Aaraj 5/8             | Aghar Aqsaq 5/8       |                       |
| Yourouk Samai 6/8     |                       |                       |
| Daour Hindi 7/8       |                       |                       |
| Katakoufti 8/8        |                       |                       |
| Aqsaq 9/8             |                       |                       |
| Jourjina 10/8         | Samai Thaqil 10/8     |                       |
| Aouis 11/8            | Nim Oyuun Havasi 11/8 |                       |
| Dharafat 13/8         |                       |                       |
| Moukhammas 16/8       | Naouakht Hindi 16/8   | Sadah Duuyek 16/8     |
| Khouch Rank 17/8      |                       |                       |
| Nim Daour 18/8        |                       |                       |

## Makam turc

### Formes
Voici les formes de compositions ornant un makam turc :
- Aranağme
- Beste
- Gazel
- Kâr
- Köçekçe
- Medhal
- Oyun Havası
- Pesrev
- Semai :
  - Ağır Semai
  - Yürük Semai
  - Saz Semaisi
- Şarkı
- Taqsim
- Türkü

### Rythmes
Les rythmes turcs (usul) sont l'héritage des rythmes ottomans eux-mêmes liés à ceux de l'Asie Centrale ; ils se subdivisent en :
Usuls mineurs (moins de 16 temps) :
Aksak (9) - Aksak Semai (10) - Avfer (9) - Ayin Devr-i Revanı (Mevlevi Devr-i Revanı) (14) - Bektasi Devr-i Revanı (13) - Ceng-i Harbi (10) - Devr-i Hindi (7) - Devr-i Turan (7) - Frenkçin (12) - Düyek (8) - İkiz aksak (12) - Lenk Fahte (10) - Mürekkep Nim Sofyan (6) - Müsemmen (8) - Nim çember (12) - Nim Evsat (13) - Nim Sofyan (2) - Oynak (9) - Raks Aksağı (9) - Raksan (15) - Şarkı Devr-i Revanı (13) - Semai (3) - Sofyan (4) - Tek vurus (11) - Türk Aksağı (5) - Yürük Semai (6)
Usuls majeurs (plus de 16 temps) :
Beste Devr-i Revani (26) - Çehar (124) - Çenber (24) - Çifte Düyek (16) - Darb-i Fetih (88) - Darb-i Hüner (38) - Devr-i Kebir (28) - Durak Evferi (21) - Evsat (26) - Fahte (20) - Fer' (16) - Frengi Fer (28) - Hafif Berefsan (32) - Havi (64) - Hezeç (22) - Muhammes (32) - Nim Berefsan (16) - Nim Devir (18) - Nim Hafif (16) - Nim Sakil (24) - Nim Zencir (60) - Remel (28) - Sakil (48) - Türki Darb (18) - Zencir (120)

## Maqâm cachemiri
Les maqâmat du Cachemire ont la particularité de s'être mélangés avec les râgas indiens et d'être exécutés avec des rythmes du système indiens, les tâlas.

### Noms des maqâmat
- 'Araq
- Asavari (navroz-e-khara)
- 'Achiran
- Bahar ('ushshaq)
- Bayate
- Behag (bihag, hijaz)
- Behbas
- Bhairavi (bharvi)
- Bilaval
- Buzurg
- Chargah (chahargah)
- Dhanasri
- Divgandhar (kanada)
- Gabri (hisar)
- Husseyni (zarkash)
- Jangla (mukhalif)
- Jazvanti
- Jinjoti (manj, majiri)
- Kanada (divgandhar)
- Khamanch (khamanche, khamanch, kamanche, kamanj, asfahan, isfahan, safahan)
- Kochak (kalyan)
- Kuhi (moubaraqa')
- Lalit
- Malhar (nihouft, mallar)
- Nat kalyan (avj)
- Nava
- Navroz-e-'ajam
- Navroz-e-'arab
- Nayriz
- Panjgah (rast-e-farsi)
- Paraj (nayriz-e-kabir)
- Pourbi (zalab)
- Rahavi (bastanegar)
- Ramkali
- Rast (rast-e-kashmiri)
- Saba (navroz-e-saba)
- Sarang
- Segah
- Sendhouri
- Chahnaz (zengola)
- Souhani (nichaporak)
- Tilang (mahour)
- Todi (bouzourg)
- Udasi (maghloub)
- Ouzzal (ouzzal-e-farsi)
- Zaval (pahlavi)

### Articles liés
- Berta Dovidova, interprète ouzbek du XXe siècle